# Либенау (Каменц)

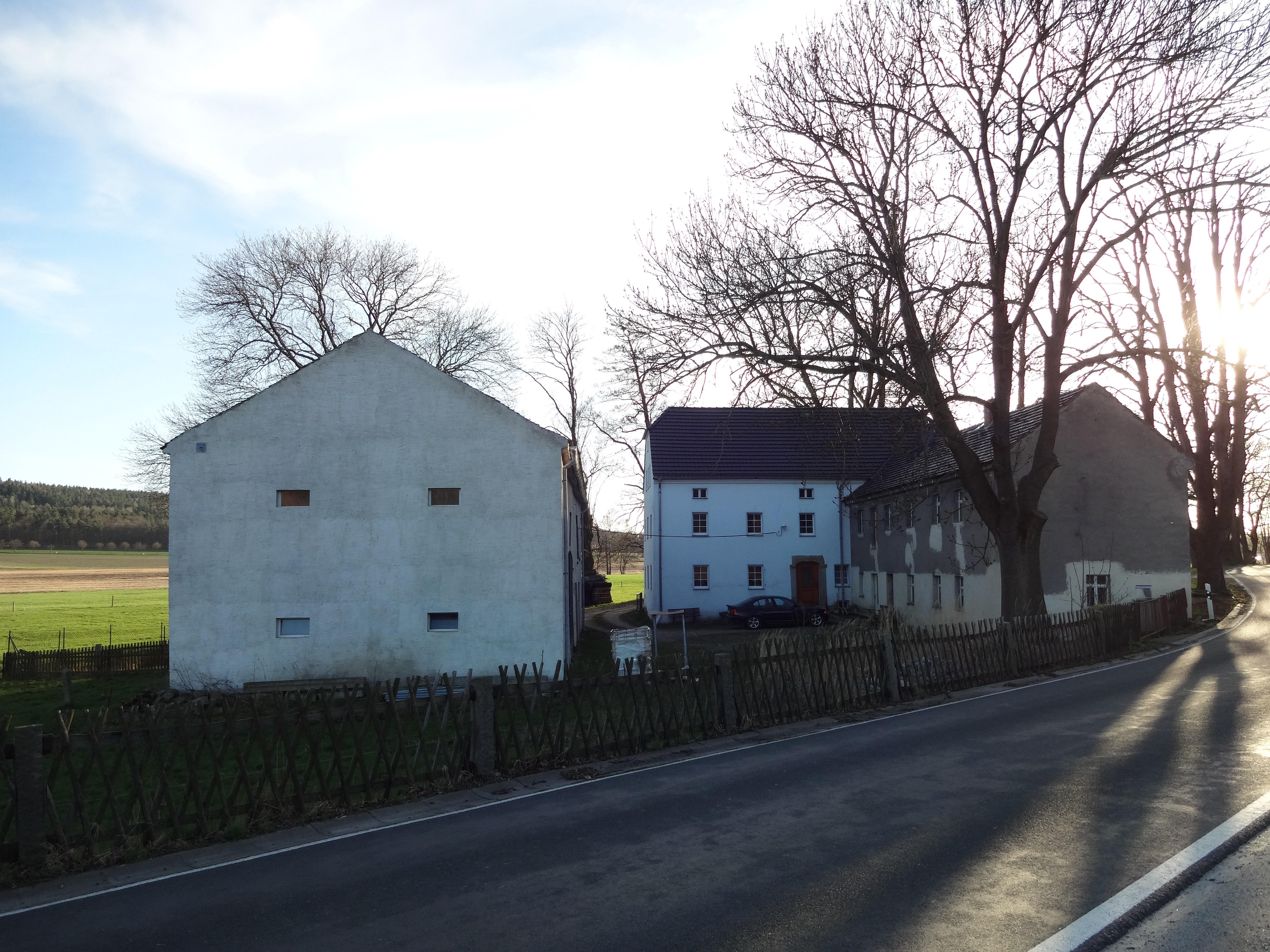
Мельница с жилым домом. Памятник культуры федеральной земли Саксония

Ли́бенау (нем. Liebenauо файле; серболужицкое наименование — Лу́бнёв в.-луж.  Lubnjow) — сельский населённый пункт в городских границах Каменца, район Баутцен, федеральная земля Саксония, Германия.

## География
Находится северо-западнее Каменца на автомобильной дороге S93 (участок Каменц — Шёнбах). Через населённый пункт с востока на запад проходит автомобильная дорога K9270 (участок Бернбрух — Бруна). На севере деревни находится холм Лайбницберг (Leibnitzberg, высота 201 м.), на востоке Бутрова-Гора (Butrowa hora, высота 213 м.), на юге — Шлосберг (Schloβberg, 268 м.), на западе — Хункенберг (Hunkenberg, 208 м.). Около холма Бутрова-Гора находится каменоломня «Steinbruch Kamenz Natursteinwerke Weiland» по добыче гранодиорита.
Соседние населённые пункты: на севере — деревня Куннерсдорф (Глинка, в городских границах Каменца), на юго-востоке — Каменц, на юго-западе — деревня Брауна (Брунов, в городских границах Каменца), на северо-западе — деревня Шёнбах (в городских границах Каменца).

## История
Впервые упоминается в 1225 году под наименованием «Liebenowe». С 1968 по 1994 года деревня входила в коммуну Брауна, с 1994 по 1999 года — в коммуну Шёнтайхен. 1 января 1999 года вошла в городские границы Каменца в статусе самостоятельного сельского населённого пункта.
Исторические немецкие наименования:
- Liebenowe, 1225
- Bartholomaeus miles dictus de Lybinowe, 1261
- in Libennowe, 1263
- Libnaw, 1355
- zcu Libeno, 1432
- Libenaw ,1504
- Liebenaw, 1572
- Liebenau, 1791
- Liebenau b. Kamenz, 1875

## Население
| 1834 | 1871 | 1890 | 1910 | 1925 | 1939 | 1946 | 1950 | 1964 | 2011 |
| ---- | ---- | ---- | ---- | ---- | ---- | ---- | ---- | ---- | ---- |
| 103  | 118  | 141  | 170  | 231  | 174  | 212  | 218  | 200  | 160  |